# Puente de Santa Isabel
El  puente de Santa Isabel, puente de la Avenida Cataluña o puente de la N-II sobre el Gállego es un puente sobre el río Gállego en Zaragoza (Aragón, España) que conecta la avenida de Cataluña con la Avenida de Santa Isabel y el barrio de Santa Isabel. 

## Historia
Se encuentra situado en una zona donde históricamente se han sucedido diversos puentes y proyectos de puentes. Ya en 1578 se comenzó la construcción de un puente de piedra que no se llegó a completar por los daños de una crecida del río cuatro años después. Como hasta entonces, el vado se sigo aprovechando mediante barcas. Existe también documentación de que existieron pontones y puentes de barcas temporales. Un segundo intento de construir un puente fracasó. Sin embargo, en 1839 comenzó la construcción de un puente colgante.
El puente de Santa Isabel sobre el Gállego se convirtió en 1844, fecha de finalización de la construcción, en el tercer puente colgante de cables de acero de España y probablemente uno de los de mayor luz en el momento de su inauguración. Con sus 491 pies (163 metros) de luz y sus 25 pies de anchura de tablero se convirtió en la obra más importante de la «Sociedad de Puentes Colgantes» en España, multiplicando las dimensiones de sus predecesores en Madrid. El modelo de los puentes diseñados por la compañía francesa de Jules Seguin era en todos los casos el mismo: madera colgaba de cables y péndolas de hilos de hierro, los cuales, a su vez, eran sostenidos por cuatro soportes de hierro colado y movibles en su base.
Este primer puente se arruinó tan solo 5 años después de su finalización, siendo sustituido por otro similar. Esta segunda versión fue deteriorándose con el tiempo y terminó siendo finalmente sustituido por otro de dos carriles, inaugurado en 1930. El puente fue incluido en la travesía de la N-II a su paso por la ciudad. Frecuentemente colapsado conforme crecía el número de vehículos fue desdoblado con la construcción de una segunda plataforma al lado con otros dos carriles, que con mayor o menor éxito trató de imitar la tipología del puente de 1930 aunque con materiales y formas modernas.
Desbordado por el tráfico que soporta, se diseñó la variante a Santa Isabel de la N-IIa que está proyectada que se prolongue sobre el Gállego a través de un nuevo puente que una el sur de Santa Isabel con la avenida de La Jota y la Z-30.